# Zhang Chunfang
Zhang Chunfang (chiń. 張春芳; pinyin Zhāng Chūnfāng; ur. 29 marca 1969 w Pekinie) – chińska softballistka występująca na pozycji środkowozapolowej, medalistka olimpijska.
Dwukrotna olimpijka (IO 1996, IO 2000). Wraz z drużyną osiągnęła srebrny medal w Atlancie i zajęła czwarte miejsce podczas igrzysk w Sydney, występując kolejno w dziesięciu i ośmiu spotkaniach.
Trzykrotnie zdobyła złoty medal igrzysk azjatyckich (1990, 1994, 1998), oraz jednokrotnie srebrny medal (2002).